# Charta von Amiens
Die Charta von Amiens (französisch Charte d'Amiens) wurde 1906 von der Confédération Générale du Travail angenommen und gilt bis heute als grundlegende theoretische Referenz der Gewerkschaftsbewegung, besonders des revolutionären Syndikalismus und der kämpferischen Gewerkschaften. Sie schreibt der Gewerkschaftsbewegung zwei Ziele zu: die Verteidigung alltäglicher Forderungen und den Kampf für die Veränderung der gesamten Gesellschaft; und dies in völliger Unabhängigkeit von politischen Parteien und vom Staat.
Den Text der Charta verfasste Victor Griffuelhes, der Generalsekretär der CGT, gemeinsam mit Émile Pouget. In Frankreich beruft sich die Gewerkschaftsvereinigung Solidaires (getragen, aber nicht ausschließlich, von verschiedenen SUD-(Basis-)Gewerkschaften) noch immer auf die Charta von Amiens, wie es auch die (anarcho-syndikalistische) CNT und – jedoch mehr auf theoretische Art und Weise – die (ehem. kommunistische) CGT, die FO und die FSU (Lehrerverband) tun.

## Text der Charta
"Der konföderale Kongress zu Amiens bestätigt den Artikel 2 der Statuten der CGT: "Die CGT vereint – ungeachtet aller politischen Schulen – alle Arbeiter, die sich des zu führenden Kampfes für das Verschwinden von Lohnarbeit und Unternehmertum bewusst sind." Der Kongress sieht in dieser Erklärung die Anerkennung des Klassenkampfes, mit dem die revoltierenden Arbeiter auf wirtschaftlichem Gebiete allen Formen der Ausbeutung und Unterdrückung (materieller wie moralischer Natur) entgegentreten, die von der kapitalistischen Klasse gegen die Arbeiterklasse verwirklicht werden. Im Folgenden präzisiert der Kongress seine theoretische Prämisse: Im Kampf um das tägliche Brot betreibt die Gewerkschaftsbewegung die Koordinierung der Anstrengungen der Arbeiter – sie verfolgt die Steigerung des Arbeiterwohlstands durch unmittelbare Verbesserungen wie bspw. die Verringerung der täglichen Arbeitszeit, Lohnerhöhungen, etc. Aber diese Anstrengungen sind nur eine Facette der Gewerkschaftsbewegung: Andererseits bereitet sie die vollständige Befreiung vor, die ohne eine Enteignung der Kapitalisten (expropriation capitaliste) nicht denkbar ist; dabei will sie sich in der Aktion auf das Mittel des Generalstreiks stützen und erkennt in der Gewerkschaft (syndicat) – heute eine Widerstandsgruppierung – die zukünftige Produktions- und Verteilungsstruktur und die Basis einer gesellschaftlichen Reorganisation. Der Kongress erklärt, dass sich diese doppelte Zielsetzung (im Alltag und in der Zukunft) aus der Lage der Lohnarbeiter ergibt, die die Arbeiterklasse bedrückt und die es allen Arbeitern (unabhängig von ihren Meinungen oder politisch/philosophischen Tendenzen) zur Pflicht macht, einer wesentlichen Vereinigung – der Gewerkschaft – anzugehören. Was die Individuen anbelangt, behauptet der Kongress die volle Freiheit für den Organisierten, außerhalb der Berufsvereinigung an den Kämpfen teilzunehmen, die seinen philosophischen oder politischen Vorstellungen entsprechen; zugleich beharrt der Kongress darauf, dass diese Meinungen von außerhalb nicht in die Gewerkschaft hineingetragen werden. Was die Organisationen angeht, erklärt der Kongress mit Blick auf ein Maximum an gewerkschaftlicher Stärke, dass sich die wirtschaftliche Aktion direkt gegen die Unternehmer richten muss – die konföderierten Organisationen haben sich als gewerkschaftliche Gruppierungen durchaus nicht um Parteien und Sekten zu kümmern, die außerhalb und abseits in aller Freiheit die Veränderung der Gesellschaft betreiben mögen."